# São João de Iracema
São João de Iracema é um município brasileiro do estado de São Paulo. Tem uma população de 1.880 habitantes (IBGE/2024).

## História
O município foi fundado em 1941 por Joaquim Inácio Xavier, devoto de São João Batista, que por isso escolheu São João como santo padroeiro.
Joaquim Inácio Xavier, dominado pelo espírito aventureiro, resolveu desbravar um pedaço do sertão do estado de São Paulo, vindo de uma localidade então chamada Monte Douro, hoje Itaiúba, distrito de Monte Aprazível.
Comprou 50 alqueires de terra e construiu uma casa em plena floresta, trazendo sua esposa e seus dez filhos. Destes cinquenta alqueires, doou uma área de terra para a construção de uma capela e dividiu dois alqueires de terra em lotes, para vender aos futuros moradores. São João de Iracema na época era conhecida como “Os Poços”, nome colocado pelos boiadeiros que por aqui transitavam e paravam para as refeições ou pouso, com suas boiadas.
Seu gentílico é iracemense. O primeiro prefeito da cidade foi o senhor David José Martins Rodrigues, gestão pioneira 1993/1996.

## Geografia
Localiza-se a uma latitude 20º30'48" sul e a uma longitude 50º21'08" oeste, estando a uma altitude de 508 metros. Possui uma área de 178,6 km².

### Hidrografia
- Rio São José dos Dourados

### Rodovias
- SP-310

## Demografia

### População
| Crescimento populacional                             | Crescimento populacional | Crescimento populacional | Crescimento populacional |
| Ano                                                  | População Total          |                          | %±                       |
| ---------------------------------------------------- | ------------------------ | ------------------------ | ------------------------ |
| 2000                                                 | 1 671                    |                          | —                        |
| 2010                                                 | 1 780                    |                          | 6,5%                     |
| 2022                                                 | 1 846                    |                          | 3,7%                     |
| Est. 2024                                            | 1 880                    | [ 5 ]                    | 1,8%                     |
| Fontes: Censos Demográficos IBGE e Estimativas SEADE |                          |                          |                          |

### Dados demográficos
Dados do Censo - 2010
População Total: 2.083
- Urbana: 1.552
- Rural: 531
- Homens: 1006[10]
- Mulheres: 1077

Densidade demográfica (hab./km²): 9,97

## Infraestrutura

### Comunicações
O sistema de telefones automáticos, assim como o sistema de discagem direta à distância (DDD) com o código de área (0174), foram implantados pela Telecomunicações de São Paulo (TELESP).
Na década de 90 o código DDD da cidade foi alterado para (017), para padronização do sistema telefônico com a telefonia celular que estava sendo implantada em todo o estado.

## Religião
O Cristianismo se faz presente na cidade da seguinte forma:

### Igreja Católica
- A igreja faz parte da Diocese de Jales.[14]

### Igrejas Evangélicas
Entre as igrejas protestantes históricas, pentecostais e neopentecostais, encontram-se na cidade:
- Assembleia de Deus Ministério do Belém.[17][18]
- Congregação Cristã no Brasil.[19]